# Мастия
Мастия е древна етническа група, част от конфедерацията около град Тартес в южната част на Пиренейския полуостров. Известна е от римски източници от IV-III век пр.н.е. Някои автори, като Адолф Шултен я свързват с град Картахена.